# Silvia Machete
Silvia Machete (27 de Março de 1976 no Rio de Janeiro), é uma cantora, compositora, performer, malabarista e trapezista brasileira.

## Biografia
Nascida na cidade do Rio de Janeiro, começou a carreira como artista de circo e street performer na França e depois nos Estados Unidos. Morou em Nova Iorque, São Francisco e Paris. Fez shows em todos os principais festivais de street performer. Voltou a morar no Brasil, na cidade do Rio de Janeiro e iniciou uma carreira de compositora, cantora e performer. Compôs músicas em parceria com importantes nomes brasileiros de música popular como Erasmo Carlos, Hyldon, Rubinho Jacobina, Edu e Fabiano Krieger, Marcio Pombo, entre outros. Gravou quatro CD's e dois DVD's. Considerada como a principal referência na cena musical e teatral pela critica brasileira, ganhou o prêmio de melhor show de 2010 pela APCA.[carece de fontes?]
Ficou conhecida em Portugal, onde faz shows com frequência em Lisboa, Porto e Açores. Lançou músicas inéditas de compositores como Moraes Moreira, Eduardo Dussek, Jorge Mautner no disco Souvenir, lançado em 2014, já previamente considerado o melhor disco produzido no Brasil em 2014.[carece de fontes?] Em junho de 2017, apresentou o show Dussek veste Machete com Eduardo Dussek, que também foi o produtor do espetáculo. No show apresentado no Theatro Net Rio, na cidade do Rio de Janeiro, Machete fez várias performances, interpretando músicas de Dussek.

## Discografia
- 2006 - Bomb of Love - Música Safada para Corações Românticos
- 2008 - Eu Não Sou Nenhuma Santa (Ao Vivo)
- 2010 - Extravaganza
- 2012 - Extravaganza (Ao Vivo)
- 2014 - Souvenir